# 香川県道129号水主三本松線
香川県道129号水主三本松線（かがわけんどう129ごう みずしさんぼんまつせん）は、香川県東かがわ市を通る一般県道である。

## 概要

### 路線データ
- 起点：東かがわ市水主（香川県道132号田面入野山線交点）
- 終点：東かがわ市西村（国道11号交点）
- 総延長：6.504 km

## 地理

### 通過する自治体
- 東かがわ市

### 交差する道路
| 交差する道路                | 交差する場所 | 交差する場所 |
| --------------------------- | ------------ | ------------ |
| 香川県道132号田面入野山線   | 水主         | 起点         |
| 香川県道130号中村落合線     | 水主         |              |
| E11 高松自動車道            | 水主         | [ 注釈 1 ]   |
| 国道11号 / 大内白鳥バイパス | 西村         |              |
| 国道11号                    | 西村         | 終点         |

### 沿線
- とらまる公園
- 東かがわ市立大内小学校
- 東かがわ市立大川中学校
- 水主神社